# La Libération animale
La Libération animale (Animal Liberation) est un livre du philosophe australien Peter Singer, paru en 1975. Bien que Singer ne soit pas le premier à défendre l'importance des animaux non-humains en éthique, l'ouvrage est largement considéré comme une base philosophique primordiale pour les mouvements contemporains des droits des animaux. Livre culte de ces mouvements, l'ouvrage a été réédité en 1989 et traduit dans près de quinze langues depuis sa parution. Peter Singer récuse néanmoins l'approche de ce domaine en termes de « droits » : selon lui les intérêts des animaux sont à prendre en compte en fonction de leur capacité à ressentir la souffrance. Il n'est pas indispensable d'utiliser la notion de « droit » pour reconnaître une importance morale aux animaux non-humains et respecter leurs intérêts.

## Contenu

### Résumé
S'inscrivant dans une perspective utilitariste, Singer dénonce la considération inégale des intérêts des animaux. Il compare la prise en compte inégale des intérêts des animaux avec les discriminations subies par les populations noires en occident, et par les femmes. Le terme de « libération animale » (Animal Liberation) se voulant un calque de celui de « libération des femmes » (Women Liberation). Pour Singer, refuser de prendre en compte les intérêts des animaux sur la base d'une différence d'espèce avec l'homme est comparable avec le refus essuyé par les noirs sur la base de leur « race », ou celui des femmes en raison de leur sexe. Les différences de prises en compte dans les intérêts de différents groupes ne doivent pas s'appuyer sur ce genre de critères. S'inspirant du terme « racisme », il désigne comme « spécisme » le fait d'opérer des discriminations en raison d'une différence d'espèce.
Dans l'optique de Peter Singer, c'est la capacité à souffrir qui est moralement importante. En utilitariste conséquent, Singer soutient que la maximisation du bien-être de tous, passe par celui de tout être sensible, indépendamment de son intelligence. Le but de l'ouvrage n'est cependant pas de militer pour un traitement similaire des hommes et des non-humains, mais de changer notre façon de percevoir et de traiter ces derniers. Il ne s'agit pas de « donner le droit de vote aux cochons », mais de ne pas mépriser les intérêts, différents mais réels, des non-humains.
Au-delà de ces positions théoriques, le livre propose de longues descriptions des pratiques courantes dans les laboratoires de recherche et dans les élevages industriels. Ces descriptions subissent d'importants changements entre la première et la seconde édition de l'ouvrage, car Singer a voulu mettre à jour les informations. Il cherchait ainsi à récuser l'idée que le traitement des animaux se soit beaucoup amélioré depuis la première publication de son livre. Ces parties descriptives sur les fermes-usines et les laboratoires sont illustrées par des photographies d'animaux utilisés par la recherche et l'agro-alimentaire.

### Critique
Le philosophe Jean-François Braunstein a critiqué les thèses de Singer dans son ouvrage paru en septembre 2018 : La Philosophie devenue folle. Le genre, l'animal, la mort.